# Surströmming

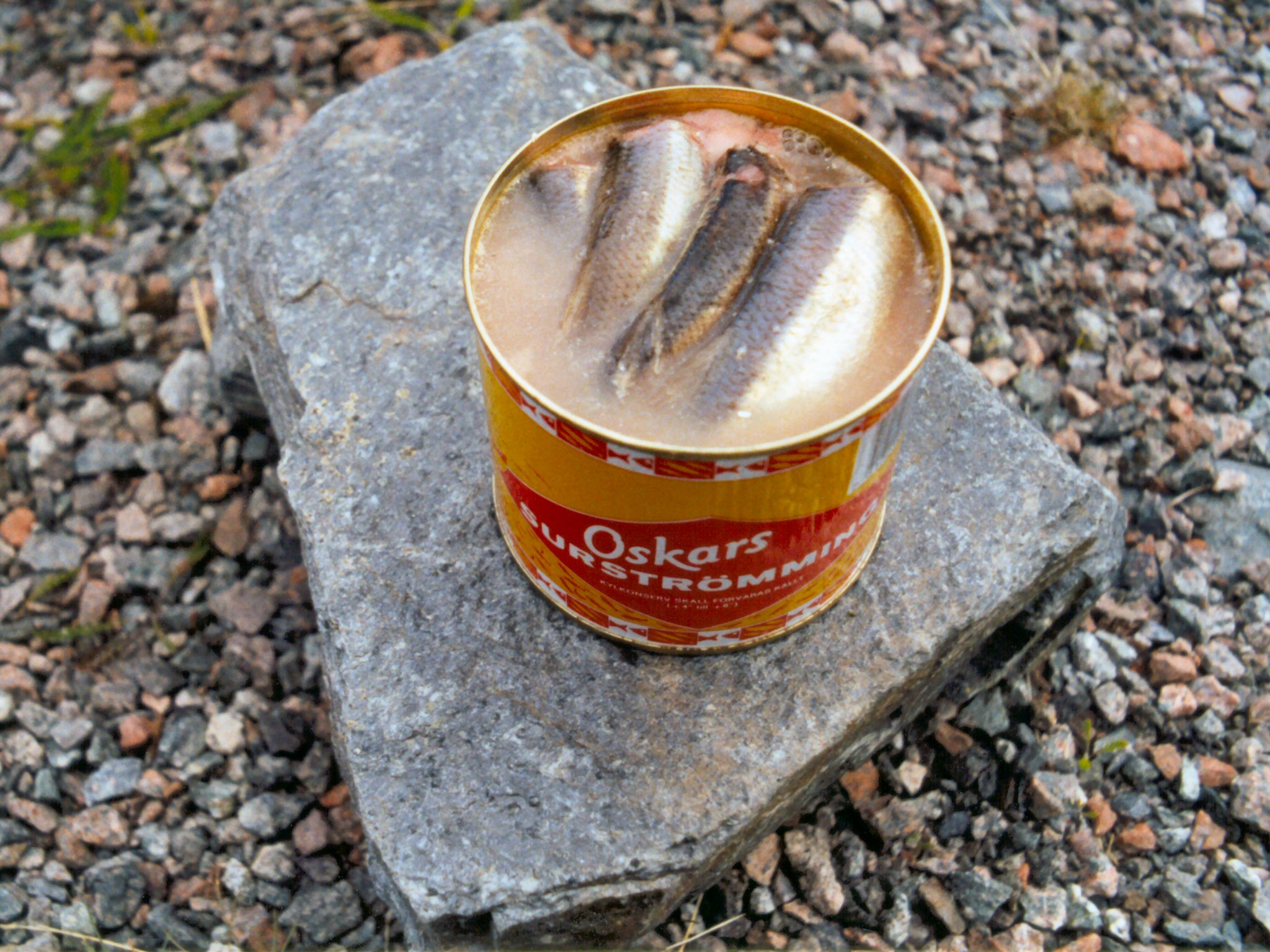
Öppnad surströmmingsburk med ofiléade strömmingar i saltlag.

Surströmming är strömming som konserverats genom jäsning. Den tvättade fisken saltas, läggs i öppna kar och får jäsa då strömmingen genom autolys, det vill säga genom egna enzymer, och tillsammans med bakterier bildar starkt luktande syror som propansyra, smörsyra och ättiksyra ur enkla sockerarter i fisken. Det bildas också svavelväte. Strömmingen läggs sedan på konservburkar för att efterjäsa. Surströmming är en svensk, framförallt norrländsk, specialitet som i industriell skala främst produceras utmed Höga kusten.

## Historik
I Charles Emil Hagdahls Kok-Konsten från 1896 står det:

| ”                            | Surströmming är en gammal anrättning, hvars tillredning naturen sjelf alltid ombesörjt ända från verldens skapelse. Våra första föräldrar vädrade densamma redan utanför paradisets portar, och den var tidigt känd så väl vid alla kjökkenmöddingar och pålhyddor, som hos greker och romare, ty alla visste hvad rutten fisk betydde; men smaken derför var ännu icke så utvecklad som nu - man kände icke då någon haut goût. - Surströmming spisas blott af de invigde - au naturel, utan annan sås än att det vattnas i munnen. Den anses af dem som en läckerhet af utsöktaste slag; men kalasmat blir den ändock aldrig, så vida icke värden föredrar att spisa ensam, eller måhända väljer gäster, som äro utan näsa. | „ |
| – Charles Emil Hagdahl, 1896 | |   |

Jäsning av livsmedel är en mycket gammal konserveringsmetod som funnits i årtusenden. Den äldsta fiskfermenteringsanläggningen man känner till låg i södra Sverige i Norje Sunnansund för cirka 9 000 år sedan. Bland annat fanns industriell tillverkning av syrad fisk, garum, i romarriket. Surströmming är förmodligen en rätt med mycket gamla anor, men att konserveringsmetoden i Sverige först blev vanlig under 1500-talet då saltbrist uppstod på grund av kung Gustav Vasas krigföring. Man saltade då in strömmingen med mindre salt än vanligt. Om detta förfarande berodde på kännedom om syrad fisk sedan tidigare eller om upptäckten av konserveringseffekten var en slump är omdiskuterat. Konserveringsmetoden med den långa hållbarheten är en förklaring till att surströmmingen tillsammans med ärtsoppan blev klassisk mat inom det militära. Fet fisk som lax, öring, mört, karp, röding, haj och rocka, är andra exempel på fisk som runt om i världen har konserverats, eller lokalt fortfarande konserveras på detta sätt. Det som idag kallas gravad lax var nog ursprungligen en mer surströmmingsliknande rätt. I Norge kallas fisk som konserverats genom fermentering rakfisk (från fornnordiskans rakr – blöt) och i norska källor förekommer denna benämning så tidigt som 1348. 
Surströmming har historiskt ätits även i delar av Finland, och det finns ett nyvaknat intresse för rätten åtminstone i Österbotten där man tidigare ätit den.
På grund av att surströmming idag innehåller högre halter av dioxiner och PCB än de tillåtna gränsvärdena för fisk inom EU har Sverige haft undantag från dessa regler. Ett tidsbegränsat undantag gällde 2002 till 2011, men från 1 januari 2012 är undantaget för sill/strömming och viss annan fisk fiskad i Östersjön permanent.

## Produktion och försäljning
Surströmmingstillverkningen har sitt centrum kring Höga kusten, men surströmming tillverkas längs hela Norrlandskusten från Hästskär i Norra Uppland till Kalix i norr, ofta i små familjeföretag i fiskelägen. 49 procent såldes 2009 norr om Dalälven/Gävle och 51 procent såldes söder om. Största enskilda marknaden är Stockholmsområdet. Andra stora marknader är Norrlandskusten, Dalarna och Jämtland.
Surströmming saluförs traditionellt sett inte förrän surströmmingspremiären, som äger rum den
tredje torsdagen i augusti. Fram till år 1998 var surströmmingspremiären lagstadgad för att myndigheterna ville försäkra sig om att den saluförda fisken verkligen var tillräckligt mogen. I dag upprätthålls dock traditionen av surströmmingstillverkarna på egen hand.

## Konsumtion

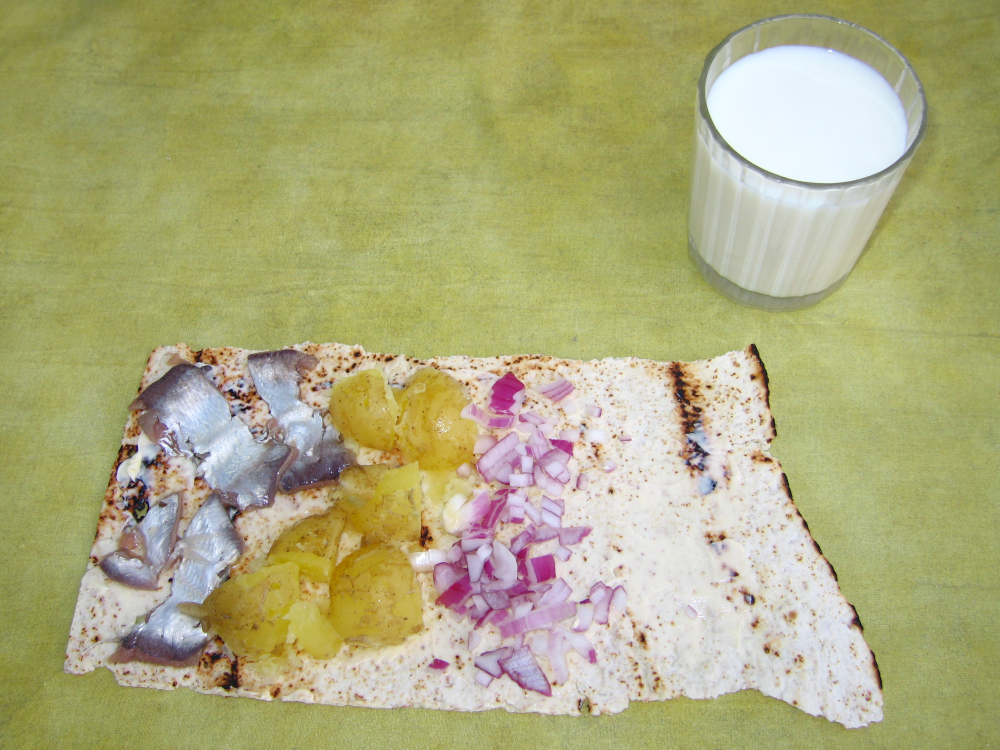
En surströmmingsklämma.

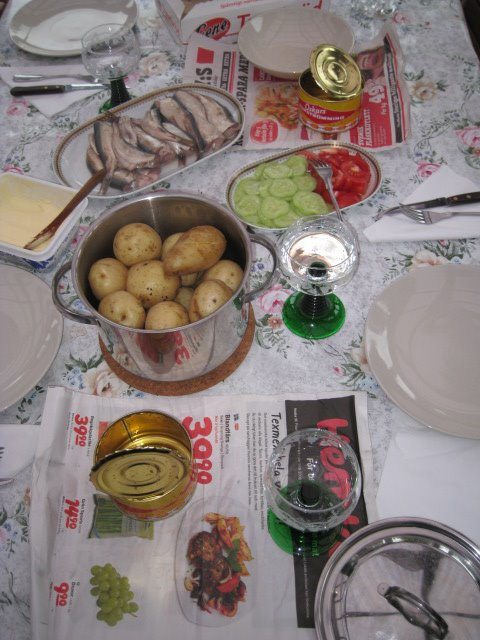
Ett surströmmingsbord.

Surströmming luktar mycket kraftigt och smaken är salt. Ett sätt att äta surströmming är i en så kallad klämma. En klämma kan göras av två lika stora smörade bitar av hårt tunnbröd med skivad eller mosad mandelpotatis som kokats med skalet på och finfördelad surströmming emellan som "kläms ihop" till en slags stor dubbelmacka som äts med händerna. En klämma kan också göras av mjukt tunnbröd, också kallas då ibland för stut, där ingredienserna rullas ihop i brödet. Andra tillbehör som blivit vanliga på senare tid, i synnerhet i de södra delarna av Sverige, är rå, eller smörfräst gul lök eller rå röd lök, messmör, gräddfil och ibland kan även tomat och dill förekomma. 
Vanliga drycker till surströmming är öl och snaps, men även must, svagdricka eller mjölk. Eftersom syrorna som ger surströmmingen dess lukt är fettlösliga, kommer fettrika livsmedel, exempelvis smör, som kommer i kontakt med lukten, att ta smak.